# Ardjachie Stone

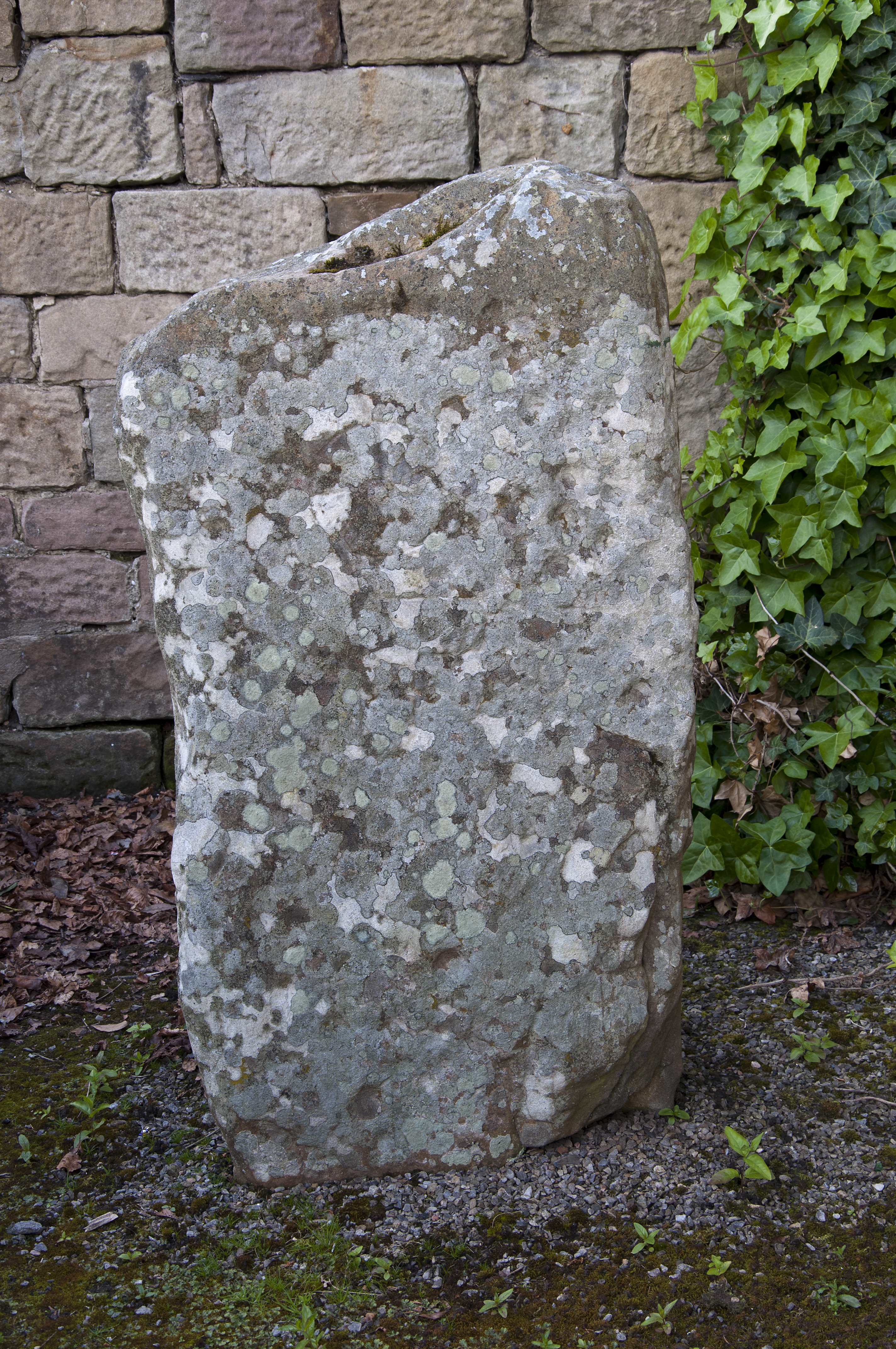
Ardjachie Stone

De Ardjachie Stone is een onbewerkt maar gedecoreerd rotsblok van zandsteen dat in 1960 door landbouwers werd ontdekt op de boerderij Ardjachie op het schiereiland Tarbat in Schotland. Het staat nu bij een museum in Tain. 
In het midden van de bovenste helft is vaag een kleine cirkel te zien die door een grotere concentrische ring is omgeven en op zijn beurt in vlakken verdeeld is. Hoogstwaarschijnlijk is dit een Pictische steen en aangezien hij geen christelijke symbolen vertoont, stamt hij vermoedelijk uit de periode van de 6e tot de 8e eeuw.